# Blow Your Mind (Jamiroquai)
Blow your mind è un brano musicale del gruppo britannico Jamiroquai, pubblicato come singolo nel 1993. Il brano è il terzo singolo estratto dall'album Emergency on Planet Earth.
Il video del brano è stato diretto da Vaughan & Anthea.

## Tracce
1. Blow Your Mind (Radio Edit) - 3:51
2. Blow Your Mind (Part 1 & 2) - 8:35
3. Hooked Up - 4:36)
4. When You Gonna Learn (J K Mix) - 6:20

## Classifiche
| Classifica (1993) | Posizione massima |
| ----------------- | ----------------- |
| Germania          | 33                |
| Nuova Zelanda     | 43                |
| Paesi Bassi       | 40                |
| Regno Unito       | 12                |